# Концевич, Иван Михайлович (депутат)
Иван Михайлович Концевич (1904—1974) — советский железнодорожник, депутат Верховного Совета СССР (1937—1946).
Родился 4 августа 1904 года в станице Ильиновская Кизлярского района, сын железнодорожника. В 1917 году, когда семья переехала в Туапсе, начал работать на заводе «ЮРМЕЗ».
Во время Гражданской войны состоял в партизанском отряде.
С 1919 г. по 1927 г. работал в паровозном депо Туапсе: помощник машиниста, машинист, секретарь комсомольской ячейки. Затем — на партийной работе, последняя должность — заведующий отделом РК ВКП(б).
После окончания железнодорожного института — на инженерных должностях в Уфе и Сталинграде.
В 1934 году направлен в Прокопьевск, назначен начальником трамвайного цеха, организованного на базе Прокопьевского рудоуправления. С 1937 г. председатель Прокопьевского райисполкома.
В 1937 году избран депутатом Верховного Совета СССР.
В 1938—1941 гг. начальник паровозного депо г. Сталинград. Во время войны начальник Военно-восстановительного участка, зам. начальника ВЭО-125 Северо-Кавказского фронта и Черноморской группы войск Закавказского фронта.
В 1944—1945 годах заместитель начальника «Мостостроя» № 1 наркомата путей сообщения СССР. С 1945 г. начальник мостопоезда № 425 в Киеве.
В 1948—1949 гг. зам. начальника паровозной службы Юго-Западной железной дороги.
С 1949 года представитель Транспортного отдела Советской Контрольной Комиссии в Германии в составе Советских войск при Шверинской дирекции железной дороги.
С января 1958 г. персональный пенсионер.
Умер в 1974 году.